# Eleições legislativas portuguesas de 2002 nos Açores
| Eleições legislativas portuguesas de 2002 Distritos: Aveiro \| Beja \| Braga \| Bragança \| Castelo Branco \| Coimbra \| Évora \| Faro \| Guarda \| Leiria \| Lisboa \| Portalegre \| Porto \| Santarém \| Setúbal \| Viana do Castelo \| Vila Real \| Viseu \| Açores \| Madeira \| Estrangeiro |

## Resultados por Concelho
Os resultados nos concelhos da Região Autónoma dos Açores foram os seguintes:

### Angra do Heroísmo
| Partido                 | Partido                  | Votos  | %               | +/-   |
| ----------------------- | ------------------------ | ------ | --------------- | ----- |
|                         | Partido Social Democrata | 6 724  | 47,10 / 100,00  | 12,98 |
|                         | Partido Socialista       | 5 611  | 39,30 / 100,00  | 15,23 |
|                         | Partido Popular          | 1 254  | 8,78 / 100,00   | 2,01  |
|                         | Bloco de Esquerda        | 250    | 1,75 / 100,00   | 0,46  |
|                         | Outros                   | 221    | 1,54 / 100,00   |       |
| Votos Inválidos         | Votos Inválidos          | 216    | 1,52 / 100,00   | 0,02  |
| Total                   | Total                    | 14 276 | 100,00 / 100,00 |       |
| Eleitorado/Participação | Eleitorado/Participação  | 28 280 | 50,48 / 100,00  | 2,14  |

### Calheta
| Partido                 | Partido                  | Votos | %               | +/-  |
| ----------------------- | ------------------------ | ----- | --------------- | ---- |
|                         | Partido Social Democrata | 1 284 | 66,22 / 100,00  | 8,70 |
|                         | Partido Socialista       | 454   | 23,41 / 100,00  | 8,77 |
|                         | Partido Popular          | 145   | 7,48 / 100,00   | 0,37 |
|                         | Outros                   | 34    | 1,75 / 100,00   |      |
| Votos Inválidos         | Votos Inválidos          | 22    | 1,13 / 100,00   | 0,08 |
| Total                   | Total                    | 1 939 | 100,00 / 100,00 |      |
| Eleitorado/Participação | Eleitorado/Participação  | 3 550 | 54,62 / 100,00  | 0,11 |

### Corvo
| Partido                 | Partido                    | Votos | %               | +/-   |
| ----------------------- | -------------------------- | ----- | --------------- | ----- |
|                         | Partido Popular            | 109   | 42,41 / 100,00  | 15,77 |
|                         | Partido Socialista         | 62    | 24,12 / 100,00  | 0,59  |
|                         | Partido Social Democrata   | 53    | 20,62 / 100,00  | 24,55 |
|                         | Partido Popular Monárquico | 15    | 5,84 / 100,00   | -     |
|                         | Bloco de Esquerda          | 7     | 2,72 / 100,00   | 0,40  |
|                         | Outros                     | 3     | 1,17 / 100,00   |       |
| Votos Inválidos         | Votos Inválidos            | 8     | 3,11 / 100,00   | 3,11  |
| Total                   | Total                      | 257   | 100,00 / 100,00 |       |
| Eleitorado/Participação | Eleitorado/Participação    | 351   | 73,22 / 100,00  | 2,51  |

### Horta
| Partido                 | Partido                        | Votos  | %               | +/-  |
| ----------------------- | ------------------------------ | ------ | --------------- | ---- |
|                         | Partido Social Democrata       | 2 838  | 45,75 / 100,00  | 7,55 |
|                         | Partido Socialista             | 2 516  | 40,56 / 100,00  | 8,45 |
|                         | Partido Popular                | 324    | 5,22 / 100,00   | 0,73 |
|                         | Coligação Democrática Unitária | 275    | 4,43 / 100,00   | 0,82 |
|                         | Bloco de Esquerda              | 66     | 1,06 / 100,00   | 0,27 |
|                         | Outros                         | 68     | 1,10 / 100,00   |      |
| Votos Inválidos         | Votos Inválidos                | 116    | 1,87 / 100,00   | 0,09 |
| Total                   | Total                          | 6 203  | 100,00 / 100,00 |      |
| Eleitorado/Participação | Eleitorado/Participação        | 11 589 | 53,52 / 100,00  | 0,99 |

### Lagoa
| Partido                 | Partido                        | Votos  | %               | +/-     |
| ----------------------- | ------------------------------ | ------ | --------------- | ------- |
|                         | Partido Socialista             | 1 958  | 48,36 / 100,00  | 10,22   |
|                         | Partido Social Democrata       | 1 558  | 38,48 / 100,00  | 6,91    |
|                         | Partido Popular                | 308    | 7,61 / 100,00   | 3,15    |
|                         | Bloco de Esquerda              | 47     | 1,16 / 100,00   | 0,22    |
|                         | Coligação Democrática Unitária | 45     | 1,11 / 100,00   | 0,15    |
|                         | Outros                         | 44     | 1,08 / 100,00   |         |
| Votos Inválidos         | Votos Inválidos                | 89     | 2,20 / 100,00   | Estável |
| Total                   | Total                          | 4 049  | 100,00 / 100,00 |         |
| Eleitorado/Participação | Eleitorado/Participação        | 10 126 | 39,99 / 100,00  | 2,44    |

### Lajes das Flores
| Partido                 | Partido                        | Votos | %               | +/-   |
| ----------------------- | ------------------------------ | ----- | --------------- | ----- |
|                         | Partido Social Democrata       | 337   | 45,42 / 100,00  | 7,05  |
|                         | Partido Socialista             | 276   | 37,20 / 100,00  | 11,77 |
|                         | Partido Popular                | 62    | 8,36 / 100,00   | 4,48  |
|                         | Coligação Democrática Unitária | 42    | 5,66 / 100,00   | 0,49  |
|                         | Outros                         | 5     | 0,67 / 100,00   |       |
| Votos Inválidos         | Votos Inválidos                | 20    | 2,69 / 100,00   | 0,36  |
| Total                   | Total                          | 742   | 100,00 / 100,00 |       |
| Eleitorado/Participação | Eleitorado/Participação        | 1 266 | 58,61 / 100,00  | 2,38  |

### Lajes do Pico
| Partido                 | Partido                  | Votos | %               | +/-  |
| ----------------------- | ------------------------ | ----- | --------------- | ---- |
|                         | Partido Social Democrata | 1 252 | 51,35 / 100,00  | 8,02 |
|                         | Partido Socialista       | 987   | 40,48 / 100,00  | 9,82 |
|                         | Partido Popular          | 113   | 4,63 / 100,00   | 1,23 |
|                         | Outros                   | 55    | 2,27 / 100,00   |      |
| Votos Inválidos         | Votos Inválidos          | 31    | 1,27 / 100,00   | 0,46 |
| Total                   | Total                    | 2 438 | 100,00 / 100,00 |      |
| Eleitorado/Participação | Eleitorado/Participação  | 4 419 | 55,17 / 100,00  | 1,33 |

### Madalena
| Partido                 | Partido                        | Votos | %               | +/-  |
| ----------------------- | ------------------------------ | ----- | --------------- | ---- |
|                         | Partido Social Democrata       | 1 529 | 55,08 / 100,00  | 9,23 |
|                         | Partido Socialista             | 985   | 35,48 / 100,00  | 8,47 |
|                         | Partido Popular                | 137   | 4,94 / 100,00   | 0,09 |
|                         | Coligação Democrática Unitária | 46    | 1,66 / 100,00   | 0,08 |
|                         | Outros                         | 38    | 1,36 / 100,00   |      |
| Votos Inválidos         | Votos Inválidos                | 41    | 1,48 / 100,00   | 0,77 |
| Total                   | Total                          | 2 776 | 100,00 / 100,00 |      |
| Eleitorado/Participação | Eleitorado/Participação        | 4 707 | 58,98 / 100,00  | 2,54 |

### Nordeste
| Partido                 | Partido                  | Votos | %               | +/-  |
| ----------------------- | ------------------------ | ----- | --------------- | ---- |
|                         | Partido Social Democrata | 1 375 | 47,27 / 100,00  | 3,33 |
|                         | Partido Socialista       | 1 148 | 39,46 / 100,00  | 7,42 |
|                         | Partido Popular          | 251   | 8,63 / 100,00   | 4,14 |
|                         | Outros                   | 70    | 2,41 / 100,00   |      |
| Votos Inválidos         | Votos Inválidos          | 65    | 2,24 / 100,00   | 0,18 |
| Total                   | Total                    | 2 909 | 100,00 / 100,00 |      |
| Eleitorado/Participação | Eleitorado/Participação  | 4 880 | 59,61 / 100,00  | 3,54 |

### Ponta Delgada
| Partido                 | Partido                        | Votos  | %               | +/-   |
| ----------------------- | ------------------------------ | ------ | --------------- | ----- |
|                         | Partido Social Democrata       | 9 821  | 45,64 / 100,00  | 13,58 |
|                         | Partido Socialista             | 8 546  | 39,72 / 100,00  | 16,16 |
|                         | Partido Popular                | 1 796  | 8,35 / 100,00   | 2,99  |
|                         | Bloco de Esquerda              | 410    | 1,91 / 100,00   | 0,74  |
|                         | Coligação Democrática Unitária | 354    | 1,65 / 100,00   | 0,74  |
|                         | Outros                         | 264    | 1,23 / 100,00   |       |
| Votos Inválidos         | Votos Inválidos                | 327    | 1,52 / 100,00   | 0,01  |
| Total                   | Total                          | 21 518 | 100,00 / 100,00 |       |
| Eleitorado/Participação | Eleitorado/Participação        | 51 022 | 42,17 / 100,00  | 3,51  |

### Povoação
| Partido                 | Partido                  | Votos | %               | +/-   |
| ----------------------- | ------------------------ | ----- | --------------- | ----- |
|                         | Partido Social Democrata | 1 485 | 51,24 / 100,00  | 11,25 |
|                         | Partido Socialista       | 1 078 | 37,20 / 100,00  | 11,92 |
|                         | Partido Popular          | 230   | 7,94 / 100,00   | 3,17  |
|                         | Bloco de Esquerda        | 30    | 1,04 / 100,00   | 0,34  |
|                         | Outros                   | 27    | 0,94 / 100,00   |       |
| Votos Inválidos         | Votos Inválidos          | 48    | 1,66 / 100,00   | 0,07  |
| Total                   | Total                    | 2 898 | 100,00 / 100,00 |       |
| Eleitorado/Participação | Eleitorado/Participação  | 5 365 | 54,02 / 100,00  | 0,73  |

### Ribeira Grande
| Partido                 | Partido                        | Votos  | %               | +/-   |
| ----------------------- | ------------------------------ | ------ | --------------- | ----- |
|                         | Partido Social Democrata       | 3 749  | 44,54 / 100,00  | 10,70 |
|                         | Partido Socialista             | 3 507  | 41,67 / 100,00  | 14,24 |
|                         | Partido Popular                | 681    | 8,09 / 100,00   | 4,10  |
|                         | Bloco de Esquerda              | 173    | 2,06 / 100,00   | 0,20  |
|                         | Coligação Democrática Unitária | 96     | 1,14 / 100,00   | 0,35  |
|                         | Outros                         | 72     | 0,85 / 100,00   |       |
| Votos Inválidos         | Votos Inválidos                | 139    | 1,66 / 100,00   | 0,21  |
| Total                   | Total                          | 8 417  | 100,00 / 100,00 |       |
| Eleitorado/Participação | Eleitorado/Participação        | 20 039 | 42,00 / 100,00  | 3,71  |

### Santa Cruz da Graciosa
| Partido                 | Partido                  | Votos | %               | +/-   |
| ----------------------- | ------------------------ | ----- | --------------- | ----- |
|                         | Partido Social Democrata | 1 264 | 57,82 / 100,00  | 13,71 |
|                         | Partido Socialista       | 781   | 35,73 / 100,00  | 14,75 |
|                         | Partido Popular          | 74    | 3,39 / 100,00   | 1,05  |
|                         | Outros                   | 35    | 1,59 / 100,00   |       |
| Votos Inválidos         | Votos Inválidos          | 32    | 1,46 / 100,00   | 0,17  |
| Total                   | Total                    | 2 186 | 100,00 / 100,00 |       |
| Eleitorado/Participação | Eleitorado/Participação  | 3 907 | 55,95 / 100,00  | 7,33  |

### Santa Cruz das Flores
| Partido                 | Partido                        | Votos | %               | +/-  |
| ----------------------- | ------------------------------ | ----- | --------------- | ---- |
|                         | Partido Socialista             | 408   | 43,78 / 100,00  | 9,51 |
|                         | Partido Social Democrata       | 285   | 30,58 / 100,00  | 3,18 |
|                         | Partido Popular                | 154   | 16,52 / 100,00  | 8,16 |
|                         | Coligação Democrática Unitária | 46    | 4,94 / 100,00   | 1,91 |
|                         | Outros                         | 21    | 2,26 / 100,00   |      |
| Votos Inválidos         | Votos Inválidos                | 18    | 1,93 / 100,00   | 0,42 |
| Total                   | Total                          | 932   | 100,00 / 100,00 |      |
| Eleitorado/Participação | Eleitorado/Participação        | 2 007 | 46,44 / 100,00  | 9,79 |

### São Roque do Pico
| Partido                 | Partido                        | Votos | %               | +/-  |
| ----------------------- | ------------------------------ | ----- | --------------- | ---- |
|                         | Partido Social Democrata       | 820   | 49,34 / 100,00  | 7,06 |
|                         | Partido Socialista             | 678   | 40,79 / 100,00  | 9,18 |
|                         | Partido Popular                | 100   | 6,02 / 100,00   | 3,01 |
|                         | Coligação Democrática Unitária | 18    | 1,08 / 100,00   | 0,78 |
|                         | Bloco de Esquerda              | 18    | 1,08 / 100,00   | 0,44 |
|                         | Outros                         | 7     | 0,42 / 100,00   |      |
| Votos Inválidos         | Votos Inválidos                | 21    | 1,26 / 100,00   | 0,15 |
| Total                   | Total                          | 1 662 | 100,00 / 100,00 |      |
| Eleitorado/Participação | Eleitorado/Participação        | 2 845 | 58,42 / 100,00  | 3,22 |

### Velas
| Partido                 | Partido                        | Votos | %               | +/-   |
| ----------------------- | ------------------------------ | ----- | --------------- | ----- |
|                         | Partido Social Democrata       | 1 329 | 53,35 / 100,00  | 9,80  |
|                         | Partido Socialista             | 709   | 28,46 / 100,00  | 14,18 |
|                         | Partido Popular                | 334   | 13,41 / 100,00  | 4,04  |
|                         | Bloco de Esquerda              | 39    | 1,57 / 100,00   | 0,46  |
|                         | Coligação Democrática Unitária | 32    | 1,28 / 100,00   | 0,09  |
|                         | Outros                         | 19    | 0,76 / 100,00   |       |
| Votos Inválidos         | Votos Inválidos                | 29    | 1,16 / 100,00   | 0,08  |
| Total                   | Total                          | 2 491 | 100,00 / 100,00 |       |
| Eleitorado/Participação | Eleitorado/Participação        | 4 496 | 55,40 / 100,00  | 1,50  |

### Vila do Porto
| Partido                 | Partido                        | Votos | %               | +/-   |
| ----------------------- | ------------------------------ | ----- | --------------- | ----- |
|                         | Partido Socialista             | 1 013 | 54,43 / 100,00  | 15,56 |
|                         | Partido Social Democrata       | 622   | 33,42 / 100,00  | 11,96 |
|                         | Partido Popular                | 117   | 6,29 / 100,00   | 2,80  |
|                         | Bloco de Esquerda              | 40    | 2,15 / 100,00   | 0,73  |
|                         | Coligação Democrática Unitária | 25    | 1,34 / 100,00   | 0,29  |
|                         | Outros                         | 15    | 0,80 / 100,00   |       |
| Votos Inválidos         | Votos Inválidos                | 29    | 1,56 / 100,00   | 0,31  |
| Total                   | Total                          | 1 861 | 100,00 / 100,00 |       |
| Eleitorado/Participação | Eleitorado/Participação        | 4 507 | 41,29 / 100,00  | 0,07  |

### Vila Franca do Campo
| Partido                 | Partido                  | Votos | %               | +/-   |
| ----------------------- | ------------------------ | ----- | --------------- | ----- |
|                         | Partido Social Democrata | 1 688 | 43,89 / 100,00  | 13,68 |
|                         | Partido Socialista       | 1 487 | 38,66 / 100,00  | 20,75 |
|                         | Partido Popular          | 510   | 13,26 / 100,00  | 7,09  |
|                         | Outros                   | 90    | 2,34 / 100,00   |       |
| Votos Inválidos         | Votos Inválidos          | 71    | 1,84 / 100,00   | 0,11  |
| Total                   | Total                    | 3 846 | 100,00 / 100,00 |       |
| Eleitorado/Participação | Eleitorado/Participação  | 8 431 | 45,62 / 100,00  | 6,91  |

### Vila Praia da Vitória
| Partido                 | Partido                  | Votos  | %               | +/-   |
| ----------------------- | ------------------------ | ------ | --------------- | ----- |
|                         | Partido Social Democrata | 3 834  | 45,60 / 100,00  | 8,43  |
|                         | Partido Socialista       | 3 471  | 41,28 / 100,00  | 11,94 |
|                         | Partido Popular          | 822    | 9,78 / 100,00   | 3,21  |
|                         | Outros                   | 180    | 2,13 / 100,00   |       |
| Votos Inválidos         | Votos Inválidos          | 101    | 1,20 / 100,00   | 0,17  |
| Total                   | Total                    | 8 408  | 100,00 / 100,00 |       |
| Eleitorado/Participação | Eleitorado/Participação  | 17 045 | 49,33 / 100,00  | 1,06  |